# Way to Pekin
La Way to Pekin era una competició ciclista per etapes que es disputava al krai de Zabaikàlie (Rússia). La primera edició data del 2006 i els dos primers anys va formar part del calendari de l'UCI Europa Tour. L'última edició estava dins de l'UCI Àsia Tour.

## Palmarès
| Any  | Vencedor          | Segon             | Tercer                 |
| ---- | ----------------- | ----------------- | ---------------------- |
| 2006 | Alexander Erofeev | Vitaly Spiridonov | Stanislav Starodubtsev |
| 2007 | Alexey Kunshin    | Dmitri Nikandrov  | Alexander Erofeev      |
| 2008 | Serguei Firsànov  | Petr Ignatenko    | Alexey Gusev           |